# Humphrey Carpenter
Humphrey William Bouverie Carpenter (Oxford, 29 aprile 1946 – Oxford, 4 gennaio 2005) è stato uno scrittore e biografo britannico.

## Biografia
La sua grande produzione letteraria include opere per l'infanzia più le biografie di J. R. R. Tolkien (1977) - del quale curò nel 1981 una scelta dell'epistolario - W. H. Auden (1981), Ezra Pound (1988), Evelyn Waugh (1989), Benjamin Britten (1992), Robert Runcie (1997), e Spike Milligan (2004).
Morì a causa di un infarto, favorito dalla malattia di Parkinson di cui soffriva da molti anni.

## Opere tradotte in italiano
- La vita di J. R. R. Tolkien (J. R. R. Tolkien: A Biography, 1977), Milano, Ares, 1991 traduzione di Franca Malago e Paolo Pugni
- Gli Inklings: Clive S. Lewis, John R. R. Tolkien, Charles Williams & Co. (The Inklings: CS Lewis, JRR Tolkien, Charles Williams and their Friends, 1978), Milano, Jaca Book, 1985 traduzione di Maria Elena Ruggerini ISBN 88-16-51003-X.
- Gesù (Jesus), Milano, Dall'Oglio, 1980  traduzione di Anna Colombo
- Mister Magic (Mr Majeika, 1984), Ozzano Emilia, Panini ragazzi, 1993 traduzione di Auretta Atzeni ISBN 88-248-1113-2.
- Ezra Pound: il grande fabbro della poesia moderna (A Serious Character: The Life of Ezra Pound, 1988), Milano, Rusconi, 1997 traduzione di Cristina De Grandis ISBN 88-18-93002-8.

## Premi e riconoscimenti
- Somerset Maugham Award: 1980 vincitore con Gli Inklings: Clive S. Lewis, John R. R. Tolkien, Charles Williams & Co.[2]
- E. M. Forster Award: 1984 vincitore con W.H. Auden, a biography[3]
- Duff Cooper Prize: 1988 vincitore con Ezra Pound: il grande fabbro della poesia moderna[4]

## Ascendenza
|                                    |                        |                         | Genitori                 |  |  | Nonni |  |  | Bisnonni |  |  | Trisnonni |  |
|                                    |                        |                         |                          |  |  |       |  |  | …        |  |  | …         |  |
|                                    |                        |                         |                          |  |  |       |  |  | …        |  |  | …         |  |
|                                    |                        | …                       |                          |  |  |       |  |  | …        |  |  |           |  |
| William Carpenter                  |                        |                         |                          |  |  |       |  |  | …        |  |  |           |  |
|                                    |                        | …                       | …                        |  |  |       |  |  |          |  |  |           |  |
|                                    |                        | …                       | …                        |  |  |       |  |  |          |  |  |           |  |
|                                    |                        | …                       | …                        |  |  |       |  |  |          |  |  |           |  |
| Harry Carpenter, vescovo di Oxford |                        | …                       |                          |  |  |       |  |  |          |  |  |           |  |
|                                    |                        | …                       | …                        |  |  |       |  |  |          |  |  |           |  |
|                                    |                        | …                       | …                        |  |  |       |  |  |          |  |  |           |  |
|                                    |                        | …                       | …                        |  |  |       |  |  |          |  |  |           |  |
| …                                  |                        | …                       |                          |  |  |       |  |  |          |  |  |           |  |
|                                    |                        | …                       | …                        |  |  |       |  |  |          |  |  |           |  |
|                                    |                        | …                       | …                        |  |  |       |  |  |          |  |  |           |  |
|                                    |                        | …                       | …                        |  |  |       |  |  |          |  |  |           |  |
| Humphrey Carpenter                 |                        | …                       |                          |  |  |       |  |  |          |  |  |           |  |
|                                    | William Pitt Trevelyan | George Trevelyan        |                          |  |  |       |  |  |          |  |  |           |  |
|                                    | William Pitt Trevelyan | George Trevelyan        |                          |  |  |       |  |  |          |  |  |           |  |
|                                    | William Pitt Trevelyan | Harriet Neave           |                          |  |  |       |  |  |          |  |  |           |  |
| George Trevelyan                   | William Pitt Trevelyan |                         |                          |  |  |       |  |  |          |  |  |           |  |
|                                    |                        | Maria Pleydell-Bouverie | Philip Pleydell-Bouverie |  |  |       |  |  |          |  |  |           |  |
|                                    |                        | Maria Pleydell-Bouverie | Philip Pleydell-Bouverie |  |  |       |  |  |          |  |  |           |  |
|                                    |                        | Maria Pleydell-Bouverie | Maria à Court            |  |  |       |  |  |          |  |  |           |  |
| Urith Trevelyan                    |                        | Maria Pleydell-Bouverie |                          |  |  |       |  |  |          |  |  |           |  |
|                                    |                        | Sidney Phillips         | Sidney James Phillips    |  |  |       |  |  |          |  |  |           |  |
|                                    |                        | Sidney Phillips         | Sidney James Phillips    |  |  |       |  |  |          |  |  |           |  |
|                                    |                        | Sidney Phillips         | Fanny Esther Nunes       |  |  |       |  |  |          |  |  |           |  |
| Monica Phillips                    |                        | Sidney Phillips         |                          |  |  |       |  |  |          |  |  |           |  |
|                                    |                        | Alice Moore             | Edward Moore             |  |  |       |  |  |          |  |  |           |  |
|                                    |                        | Alice Moore             | Edward Moore             |  |  |       |  |  |          |  |  |           |  |
|                                    |                        | Alice Moore             | Harriet Montagu-Scott    |  |  |       |  |  |          |  |  |           |  |
|                                    |                        | Alice Moore             |                          |  |  |       |  |  |          |  |  |           |  |